# Schikking
Een schikking is een afspraak tussen twee partijen om af te zien van een rechtszaak. Een schikking is vaak goedkoper en duurt ook minder lang. Bijkomend voordeel is dat het rechtssysteem wordt ontlast.
Een schikking wordt, vooral in België, ook wel dading genoemd, maar heeft daar een ruimere betekenis. 

## Strafrecht
Schikkingen komen ook voor in het strafrecht. Dan is de ene partij de openbare aanklager, de andere partij is degene die een overtreding begaan heeft. Door de schikking te aanvaarden, kan de aangeklaagde strafvervolging voorkomen. 

### Nederlands strafrecht
Deze vorm van schikking wordt in Nederland ook transactie genoemd. Een feit heet transigabel als het hiervoor in aanmerking komt. In Nederland bestaat volgens artikel 74 van het wetboek van strafrecht (Sr) de mogelijkheid van een transactie om vervolging te voorkomen (dit is een soort van schikking) tussen de officier van justitie en de verdachte ingevoerd in 1921. Per 1 april 2013 is de politietransactie afgeschaft, zodat de begrippen "transactie" en "OM-transactie" nu overeenkomen. 
Voor een zaak die geen Mulderfeit is en waarvoor de officier van justitie volgens de beleidsregels geen strafbeschikking mag uitvaardigen kan hij een transactie aanbieden, of, afhankelijk van de omstandigheden van het geval, meteen dagvaarden. Op termijn zullen alle feiten waarvoor door de officier van justitie nog een transactie kan worden aangeboden, gefaseerd onder het bereik van de OM-strafbeschikking worden gebracht.
Oorspronkelijk kwamen alleen overtredingen in aanmerking. Vanaf 1984 werd de toepasbaarheid van de schikking uitgebreid tot bepaalde misdrijven.  De volgende voorwaarden kunnen worden gesteld:
- betaling aan de staat van een geldsom, al of niet ter ontneming van wederrechtelijk verkregen voordeel,
- afstand doen van voorwerpen, al of niet in beslag genomen,
- gehele of gedeeltelijke vergoeding van de door het strafbare feit veroorzaakte schade,
- het verrichten van onbetaalde arbeid of het volgen van een leerproject (informeel een taakstraf genoemd, maar formeel, zoals gezegd, geen straf maar een voorwaarde ter voorkoming van straf).

Als de aangeklaagde het aanbod van een transactie niet aanvaardt, kan de officier van justitie de zaak alsnog voor de rechter brengen ("laten voorkomen").
Het gevolg kan zijn dat een zwaardere straf wordt opgelegd, maar ook dat de verdachte wordt vrijgesproken.
In Nederland werd in 2008 de strafbeschikking (Wet OM-afdoening) ingevoerd, die veel strafrechtelijke schikkingen heeft vervangen. Met ingang van 1 april 2013 is de politietransactie (artikel 74c Sr.) vervallen.
Weer iets anders is seponeren. Ook een voorwaardelijk sepot is mogelijk. Als een zaak wordt geseponeerd, ziet bijvoorbeeld het OM af van vervolging omdat er te weinig bewijs aanwezig is of omdat zij het te druk heeft.

### Plea bargain
Een plea bargain is een overeenkomst tussen aanklager en verdachte waarbij de verdachte geheel of gedeeltelijk bekent, in ruil voor een lagere strafeis. Zie ook rechtspraak en wetshandhaving in de Verenigde Staten.